# Aslauga aura
Aslauga aura är en fjärilsart som beskrevs av Druce 1913. Aslauga aura ingår i släktet Aslauga och familjen juvelvingar. Inga underarter finns listade i Catalogue of Life.